# Svartvikstjärnarna (Kalls socken, Jämtland, 710717-137178)
Svartvikstjärnarna är en sjö i Åre kommun i Jämtland och ingår i Indalsälvens huvudavrinningsområde. Svartvikstjärnarna ligger i Svenskådalen Natura 2000-område.